# Paronychia libertadiana
Paronychia libertadiana är en nejlikväxtart som beskrevs av Mohammad Nazeer Chaudhri. Paronychia libertadiana ingår i släktet prasselörter, och familjen nejlikväxter. Inga underarter finns listade i Catalogue of Life.